# Лавингтон (Њу Мексико)
Лавингтон (енгл. Lovington) град је у америчкој савезној држави Њу Мексико.

## Демографија
По попису из 2010. године број становника је 11.009, што је 1.538 (16,2%) становника више него 2000. године.
| Група             | 2000.         | 2010.         |
| Белци             | 4.100 (43,3%) | 3.487 (31,7%) |
| Афроамериканци    | 287 (3,0%)    | 261 (2,4%)    |
| Азијати           | 45 (0,5%)     | 44 (0,4%)     |
| Хиспаноамериканци | 4.936 (52,1%) | 7.076 (64,3%) |
| Укупно            | 9.471         | 11.009        |